# Gran Premio di superbike di Portimão 2022
Il Gran Premio di superbike di Portimão 2022 è stato la nona prova del mondiale superbike del 2022. Nello stesso fine settimana si sono corsi anche la nona prova del campionato mondiale Supersport e l'ottava prova ed ultima prova del campionato mondiale Supersport 300.
I risultati delle gare hanno visto vincere, per quel che concerne il mondiale Superbike: Toprak Razgatlıoğlu in gara 1 e in gara Superpole, Álvaro Bautista in gara 2.
Le gare del mondiale Supersport sono state vinte da: Stefano Manzi in gara 1 e da Dominique Aegerter in gara 2, mentre le gare del mondiale Supersport 300 sono andate a Dirk Geiger in gara 1 e Mirko Gennai in gara 2. La vittoria ottenuta da Manzi in gara 1 nel campionato mondiale Supersport, è la prima vittoria della Triumph in questo specifico campionato.
Giunta all'ultima prova stagionale il mondiale Supersport 300, il titolo mondiale piloti viene assegnato al pilota spagnolo Álvaro Díaz, mentre quello riservato ai costruttori alla Yamaha.
L'11 ottobre 2022, passati due giorni dalla fine di questo GP, viene annunciata la morte del pilota olandese Victor Steeman, lo stesso era rimasto coinvolto in una caduta durante gara 1 del campionato mondiale Supersport 300.

## Superbike gara 1

### Arrivati al traguardo
| Pos. | Nº | Pilota                | Squadra                          | Motocicletta        | Giri | Tempo     | Griglia | Punti |
| ---- | -- | --------------------- | -------------------------------- | ------------------- | ---- | --------- | ------- | ----- |
| 1º   | 1  | Toprak Razgatlıoğlu   | Pata Yamaha with Brixx           | Yamaha YZF R1       | 14   | 23'33.449 | 2º      | 25    |
| 2º   | 19 | Álvaro Bautista       | Aruba.it Racing - Ducati         | Ducati Panigale V4R | 14   | +0.657    | 4º      | 20    |
| 3º   | 65 | Jonathan Rea          | Kawasaki Racing                  | Kawasaki ZX-10RR    | 14   | +3.032    | 1º      | 16    |
| 4º   | 47 | Axel Bassani          | Motocorsa Racing                 | Ducati Panigale V4R | 14   | +4.471    | 6º      | 13    |
| 5º   | 22 | Alex Lowes            | Kawasaki Racing                  | Kawasaki ZX-10RR    | 14   | +4.562    | 3º      | 11    |
| 6º   | 55 | Andrea Locatelli      | Pata Yamaha with Brixx           | Yamaha YZF R1       | 14   | +8.805    | 5º      | 10    |
| 7º   | 21 | Michael Ruben Rinaldi | Aruba.it Racing - Ducati         | Ducati Panigale V4R | 14   | +12.614   | 9º      | 9     |
| 8º   | 97 | Xavi Vierge           | Team HRC                         | Honda CBR1000 RR-R  | 14   | +17.290   | 13º     | 8     |
| 9º   | 76 | Loris Baz             | Bonovo Action BMW                | BMW M1000RR         | 14   | +17.450   | 7º      | 7     |
| 10º  | 31 | Garrett Gerloff       | GYTR GRT Yamaha                  | Yamaha YZF R1       | 14   | +17.719   | 11º     | 6     |
| 11º  | 7  | Iker Lecuona          | Team HRC                         | Honda CBR1000 RR-R  | 14   | +21.391   | 10º     | 5     |
| 12º  | 5  | Philipp Öttl          | Team Goeleven                    | Ducati Panigale V4R | 14   | +21.628   | 12º     | 4     |
| 13º  | 44 | Lucas Mahias          | Kawasaki Puccetti Racing         | Kawasaki ZX-10RR    | 14   | +22.972   | 15º     | 3     |
| 14º  | 60 | Michael van der Mark  | BMW Motorrad                     | BMW M1000RR         | 14   | +25.808   | 20º     | 2     |
| 15º  | 50 | Eugene Laverty        | Bonovo Action BMW                | BMW M1000RR         | 14   | +29.879   | 17º     | 1     |
| 16º  | 2  | Roberto Tamburini     | Yamaha Motoxracing               | Yamaha YZF R1       | 14   | +30.268   | 14º     |       |
| 17º  | 29 | Luca Bernardi         | Barni Spark Racing               | Ducati Panigale V4R | 14   | +30.919   | 19º     |       |
| 18º  | 45 | Scott Redding         | BMW Motorrad                     | BMW M1000RR         | 14   | +33.785   | 8º      |       |
| 19º  | 33 | Jake Gagne            | Attack Performance Yamaha Racing | Yamaha YZF R1       | 14   | +34.173   | 16º     |       |
| 20º  | 3  | Kōta Nozane           | GYTR GRT Yamaha                  | Yamaha YZF R1       | 14   | +38.133   | 18º     |       |
| 21º  | 17 | Marvin Fritz          | IXS - Yart - Yamaha              | Yamaha YZF R1       | 14   | +39.000   | 23º     |       |
| 22º  | 23 | Christophe Ponsson    | Gil Motor Sport-Yamaha           | Yamaha YZF R1       | 14   | +41.101   | 25º     |       |
| 23º  | 36 | Leandro Mercado       | MIE Racing Honda                 | Honda CBR1000 RR-R  | 14   | +47.660   | 24º     |       |
| 24º  | 52 | Oliver König          | Orelac Racing Verdnatura         | Kawasaki ZX-10RR    | 14   | +1'01.760 | 26º     |       |

### Ritirati
| Nº | Pilota         | Squadra                   | Motocicletta       | Giri | Griglia |
| -- | -------------- | ------------------------- | ------------------ | ---- | ------- |
| 91 | Leon Haslam    | TPR Team Pedercini Racing | Kawasaki ZX-10RR   | 7    | 22º     |
| 35 | Hafizh Syahrin | MIE Racing Honda          | Honda CBR1000 RR-R | 2    | 21º     |

## Superbike gara Superpole

### Arrivati al traguardo
| Pos. | Nº | Pilota                | Squadra                          | Motocicletta        | Giri | Tempo     | Griglia | Punti |
| ---- | -- | --------------------- | -------------------------------- | ------------------- | ---- | --------- | ------- | ----- |
| 1º   | 1  | Toprak Razgatlıoğlu   | Pata Yamaha with Brixx           | Yamaha YZF R1       | 10   | 16'45.342 | 2º      | 12    |
| 2º   | 19 | Álvaro Bautista       | Aruba.it Racing - Ducati         | Ducati Panigale V4R | 10   | +0.123    | 4º      | 9     |
| 3º   | 65 | Jonathan Rea          | Kawasaki Racing                  | Kawasaki ZX-10RR    | 10   | +1.434    | 1º      | 7     |
| 4º   | 22 | Alex Lowes            | Kawasaki Racing                  | Kawasaki ZX-10RR    | 10   | +1.976    | 3º      | 6     |
| 5º   | 21 | Michael Ruben Rinaldi | Aruba.it Racing - Ducati         | Ducati Panigale V4R | 10   | +3.965    | 9º      | 5     |
| 6º   | 47 | Axel Bassani          | Motocorsa Racing                 | Ducati Panigale V4R | 10   | +5.969    | 6º      | 4     |
| 7º   | 55 | Andrea Locatelli      | Pata Yamaha with Brixx           | Yamaha YZF R1       | 10   | +6.067    | 5º      | 3     |
| 8º   | 60 | Michael van der Mark  | BMW Motorrad                     | BMW M1000RR         | 10   | +11.297   | 20º     | 2     |
| 9º   | 76 | Loris Baz             | Bonovo Action BMW                | BMW M1000RR         | 10   | +11.945   | 7º      | 1     |
| 10º  | 97 | Xavi Vierge           | Team HRC                         | Honda CBR1000 RR-R  | 10   | +12.014   | 13º     |       |
| 11º  | 5  | Philipp Öttl          | Team Goeleven                    | Ducati Panigale V4R | 10   | +12.692   | 12º     |       |
| 12º  | 7  | Iker Lecuona          | Team HRC                         | Honda CBR1000 RR-R  | 10   | +12.937   | 10º     |       |
| 13º  | 45 | Scott Redding         | BMW Motorrad                     | BMW M1000RR         | 10   | +15.165   | 8º      |       |
| 14º  | 44 | Lucas Mahias          | Kawasaki Puccetti Racing         | Kawasaki ZX-10RR    | 10   | +18.996   | 15º     |       |
| 15º  | 50 | Eugene Laverty        | Bonovo Action BMW                | BMW M1000RR         | 10   | +20.677   | 17º     |       |
| 16º  | 33 | Jake Gagne            | Attack Performance Yamaha Racing | Yamaha YZF R1       | 10   | +20.816   | 16º     |       |
| 17º  | 17 | Marvin Fritz          | IXS - Yart - Yamaha              | Yamaha YZF R1       | 10   | +24.172   | 23º     |       |
| 18º  | 29 | Luca Bernardi         | Barni Spark Racing               | Ducati Panigale V4R | 10   | +24.575   | 19º     |       |
| 19º  | 91 | Leon Haslam           | TPR Team Pedercini Racing        | Kawasaki ZX-10RR    | 10   | +25.909   | 22º     |       |
| 20º  | 3  | Kōta Nozane           | GYTR GRT Yamaha                  | Yamaha YZF R1       | 10   | +26.206   | 18º     |       |
| 21º  | 36 | Leandro Mercado       | MIE Racing Honda                 | Honda CBR1000 RR-R  | 10   | +26.421   | 24º     |       |
| 22º  | 23 | Christophe Ponsson    | Gil Motor Sport-Yamaha           | Yamaha YZF R1       | 10   | +27.390   | 25º     |       |
| 23º  | 35 | Hafizh Syahrin        | MIE Racing Honda                 | Honda CBR1000 RR-R  | 10   | +29.711   | 21º     |       |
| 24º  | 52 | Oliver König          | Orelac Racing Verdnatura         | Kawasaki ZX-10RR    | 10   | +45.459   | 26º     |       |

### Ritirati
| Nº | Pilota            | Squadra            | Motocicletta  | Giri | Griglia |
| -- | ----------------- | ------------------ | ------------- | ---- | ------- |
| 31 | Garrett Gerloff   | GYTR GRT Yamaha    | Yamaha YZF R1 | 6    | 11º     |
| 2  | Roberto Tamburini | Yamaha Motoxracing | Yamaha YZF R1 | 5    | 14º     |

## Superbike gara 2

### Arrivati al traguardo
| Pos. | Nº | Pilota                | Squadra                          | Motocicletta        | Giri | Tempo     | Griglia | Punti |
| ---- | -- | --------------------- | -------------------------------- | ------------------- | ---- | --------- | ------- | ----- |
| 1º   | 19 | Álvaro Bautista       | Aruba.it Racing - Ducati         | Ducati Panigale V4R | 20   | 33'40.730 | 2º      | 25    |
| 2º   | 1  | Toprak Razgatlıoğlu   | Pata Yamaha with Brixx           | Yamaha YZF R1       | 20   | +2.256    | 1º      | 20    |
| 3º   | 65 | Jonathan Rea          | Kawasaki Racing                  | Kawasaki ZX-10RR    | 20   | +4.758    | 3º      | 16    |
| 4º   | 21 | Michael Ruben Rinaldi | Aruba.it Racing - Ducati         | Ducati Panigale V4R | 20   | +7.833    | 5º      | 13    |
| 5º   | 22 | Alex Lowes            | Kawasaki Racing                  | Kawasaki ZX-10RR    | 20   | +8.406    | 4º      | 11    |
| 6º   | 55 | Andrea Locatelli      | Pata Yamaha with Brixx           | Yamaha YZF R1       | 20   | +15.191   | 7º      | 10    |
| 7º   | 45 | Scott Redding         | BMW Motorrad                     | BMW M1000RR         | 20   | +19.661   | 10º     | 9     |
| 8º   | 97 | Xavi Vierge           | Team HRC                         | Honda CBR1000 RR-R  | 20   | +20.581   | 14º     | 8     |
| 9º   | 31 | Garrett Gerloff       | GYTR GRT Yamaha                  | Yamaha YZF R1       | 20   | +20.889   | 12º     | 7     |
| 10º  | 76 | Loris Baz             | Bonovo Action BMW                | BMW M1000RR         | 20   | +23.756   | 9º      | 6     |
| 11º  | 5  | Philipp Öttl          | Team Goeleven                    | Ducati Panigale V4R | 20   | +24.047   | 13º     | 5     |
| 12º  | 60 | Michael van der Mark  | BMW Motorrad                     | BMW M1000RR         | 20   | +25.749   | 8º      | 4     |
| 13º  | 29 | Luca Bernardi         | Barni Spark Racing               | Ducati Panigale V4R | 20   | +29.930   | 20º     | 3     |
| 14º  | 2  | Roberto Tamburini     | Yamaha Motoxracing               | Yamaha YZF R1       | 20   | +31.337   | 15º     | 2     |
| 15º  | 33 | Jake Gagne            | Attack Performance Yamaha Racing | Yamaha YZF R1       | 20   | +36.203   | 17º     | 1     |
| 16º  | 50 | Eugene Laverty        | Bonovo Action BMW                | BMW M1000RR         | 20   | +38.719   | 18º     |       |
| 17º  | 17 | Marvin Fritz          | IXS - Yart - Yamaha              | Yamaha YZF R1       | 20   | +41.026   | 23º     |       |
| 18º  | 23 | Christophe Ponsson    | Gil Motor Sport-Yamaha           | Yamaha YZF R1       | 20   | +48.489   | 25º     |       |
| 19º  | 35 | Hafizh Syahrin        | MIE Racing Honda                 | Honda CBR1000 RR-R  | 20   | +48.591   | 21º     |       |
| 20º  | 36 | Leandro Mercado       | MIE Racing Honda                 | Honda CBR1000 RR-R  | 20   | +48.727   | 24º     |       |
| 21º  | 3  | Kōta Nozane           | GYTR GRT Yamaha                  | Yamaha YZF R1       | 20   | +49.505   | 19º     |       |
| 22º  | 7  | Iker Lecuona          | Team HRC                         | Honda CBR1000 RR-R  | 20   | +1'06.148 | 11º     |       |
| 23º  | 52 | Oliver König          | Orelac Racing Verdnatura         | Kawasaki ZX-10RR    | 20   | +1'13.116 | 26º     |       |

### Ritirati
| Nº | Pilota       | Squadra                   | Motocicletta        | Giri | Griglia |
| -- | ------------ | ------------------------- | ------------------- | ---- | ------- |
| 47 | Axel Bassani | Motocorsa Racing          | Ducati Panigale V4R | 3    | 6º      |
| 91 | Leon Haslam  | TPR Team Pedercini Racing | Kawasaki ZX-10RR    | 3    | 22º     |
| 44 | Lucas Mahias | Kawasaki Puccetti Racing  | Kawasaki ZX-10RR    | 1    | 16º     |

## Supersport gara 1

### Arrivati al traguardo
| Pos. | Nº | Pilota               | Squadra                    | Motocicletta             | Giri | Tempo     | Griglia | Punti |
| ---- | -- | -------------------- | -------------------------- | ------------------------ | ---- | --------- | ------- | ----- |
| 1º   | 62 | Stefano Manzi        | Dynavolt Triumph           | Triumph Street Triple RS | 12   | 21'02.400 | 4º      | 25    |
| 2º   | 7  | Lorenzo Baldassarri  | Evan Bros. Yamaha          | Yamaha YZF R6            | 12   | +0.011    | 7º      | 20    |
| 3º   | 64 | Federico Caricasulo  | Althea Racing              | Ducati Panigale V2       | 12   | +0.128    | 2º      | 16    |
| 4º   | 77 | Dominique Aegerter   | Ten Kate Racing Yamaha     | Yamaha YZF R6            | 12   | +0.309    | 1º      | 13    |
| 5º   | 66 | Niki Tuuli           | MV Agusta Reparto Corse    | MV Agusta F3 800 RR      | 12   | +1.732    | 5º      | 11    |
| 6º   | 3  | Raffaele De Rosa     | Orelac Racing Verdnatura   | Ducati Panigale V2       | 12   | +2.638    | 9º      | 10    |
| 7º   | 16 | Jules Cluzel         | GMT94 Yamaha               | Yamaha YZF R6            | 12   | +3.583    | 3º      | 9     |
| 8º   | 38 | Hannes Soomer        | Dynavolt Triumph           | Triumph Street Triple RS | 12   | +6.491    | 8º      | 8     |
| 9º   | 61 | Can Öncü             | Kawasaki Puccetti Racing   | Kawasaki ZX-6R           | 12   | +6.774    | 14º     | 7     |
| 10º  | 23 | Isaac Viñales        | D34G Racing                | Ducati Panigale V2       | 12   | +6.815    | 11º     | 6     |
| 11º  | 54 | Bahattin Sofuoğlu    | MV Agusta Reparto Corse    | MV Agusta F3 800 RR      | 12   | +6.844    | 12º     | 5     |
| 12º  | 28 | Glenn van Straalen   | EAB Racing                 | Yamaha YZF R6            | 12   | +7.090    | 6º      | 4     |
| 13º  | 55 | Yari Montella        | Kawasaki Puccetti Racing   | Kawasaki ZX-6R           | 12   | +8.881    | 10º     | 3     |
| 14º  | 56 | Péter Sebestyén      | Evan Bros. Yamaha          | Yamaha YZF R6            | 12   | +12.193   | 17º     | 2     |
| 15º  | 11 | Nicolò Bulega        | Aruba.it Racing            | Ducati Panigale V2       | 12   | +16.202   | 32º     | 1     |
| 16º  | 9  | Simon Jespersen      | Kallio Racing              | Yamaha YZF R6            | 12   | +17.641   | 23º     |       |
| 17º  | 47 | Johan Gimbert        | VFT Racing                 | Yamaha YZF R6            | 12   | +19.134   | 25º     |       |
| 18º  | 50 | Ondřej Vostatek      | MS Racing Yamaha           | Yamaha YZF R6            | 12   | +19.216   | 28º     |       |
| 19º  | 22 | Federico Fuligni     | D34G Racing                | Ducati Panigale V2       | 12   | +20.675   | 29º     |       |
| 20º  | 32 | Oliver Bayliss       | Barni Spark Racing         | Ducati Panigale V2       | 12   | +20.685   | 22º     |       |
| 21º  | 94 | Andy Verdoïa         | GMT94 Yamaha               | Yamaha YZF R6            | 12   | +21.286   | 16º     |       |
| 22º  | 21 | Benjamin Currie      | Motozoo Racing by Puccetti | Kawasaki ZX-6R           | 12   | +30.261   | 27º     |       |
| 23º  | 73 | Maximilian Kofler    | CM Racing                  | Ducati Panigale V2       | 12   | +30.703   | 26º     |       |
| 24º  | 6  | Jeffrey Buis         | Motozoo Racing by Puccetti | Kawasaki ZX-6R           | 12   | +34.914   | 30º     |       |
| 25º  | 19 | Joan Díaz Corbella   | I+Dent Racing              | Yamaha YZF R6            | 12   | +39.167   | 31º     |       |
| 26º  | 52 | Patrick Hobelsberger | Kallio Racing              | Yamaha YZF R6            | 12   | +57.374   | 18º     |       |

### Ritirati
| Nº | Pilota           | Squadra                | Motocicletta   | Giri | Griglia |
| -- | ---------------- | ---------------------- | -------------- | ---- | ------- |
| 69 | Tom Booth-Amos   | Prodina Racing         | Kawasaki ZX-6R | 11   | 20º     |
| 24 | Leonardo Taccini | Ten Kate Racing Yamaha | Yamaha YZF R6  | 11   | 15º     |
| 71 | Tom Edwards      | Yart - Yamaha          | Yamaha YZF R6  | 9    | 21º     |
| 99 | Adrián Huertas   | MTM Kawasaki           | Kawasaki ZX-6R | 7    | 19º     |
| 25 | Marcel Brenner   | VFT Racing             | Yamaha YZF R6  | 3    | 13º     |
| 83 | Meikon Kawakami  | MS Racing Yamaha       | Yamaha YZF R6  | 0    | 24º     |

## Supersport gara 2

### Arrivati al traguardo
| Pos. | Nº | Pilota               | Squadra                    | Motocicletta             | Giri | Tempo     | Griglia | Punti |
| ---- | -- | -------------------- | -------------------------- | ------------------------ | ---- | --------- | ------- | ----- |
| 1º   | 77 | Dominique Aegerter   | Ten Kate Racing Yamaha     | Yamaha YZF R6            | 17   | 29'46.428 | 1º      | 25    |
| 2º   | 3  | Raffaele De Rosa     | Orelac Racing Verdnatura   | Ducati Panigale V2       | 17   | +0.501    | 9º      | 20    |
| 3º   | 61 | Can Öncü             | Kawasaki Puccetti Racing   | Kawasaki ZX-6R           | 17   | +0.625    | 14º     | 16    |
| 4º   | 64 | Federico Caricasulo  | Althea Racing              | Ducati Panigale V2       | 17   | +0.630    | 2º      | 13    |
| 5º   | 54 | Bahattin Sofuoğlu    | MV Agusta Reparto Corse    | MV Agusta F3 800 RR      | 17   | +2.153    | 12º     | 11    |
| 6º   | 16 | Jules Cluzel         | GMT94 Yamaha               | Yamaha YZF R6            | 17   | +2.253    | 3º      | 10    |
| 7º   | 7  | Lorenzo Baldassarri  | Evan Bros. Yamaha          | Yamaha YZF R6            | 17   | +5.961    | 7º      | 9     |
| 8º   | 38 | Hannes Soomer        | Dynavolt Triumph           | Triumph Street Triple RS | 17   | +7.796    | 8º      | 8     |
| 9º   | 23 | Isaac Viñales        | D34G Racing                | Ducati Panigale V2       | 17   | +11.902   | 11º     | 7     |
| 10º  | 11 | Nicolò Bulega        | Aruba.it Racing            | Ducati Panigale V2       | 17   | +14.112   | 30º     | 6     |
| 11º  | 94 | Andy Verdoïa         | GMT94 Yamaha               | Yamaha YZF R6            | 17   | +14.158   | 15º     | 5     |
| 12º  | 9  | Simon Jespersen      | Kallio Racing              | Yamaha YZF R6            | 17   | +15.367   | 21º     | 4     |
| 13º  | 25 | Marcel Brenner       | VFT Racing                 | Yamaha YZF R6            | 17   | +16.477   | 13º     | 3     |
| 14º  | 73 | Maximilian Kofler    | CM Racing                  | Ducati Panigale V2       | 17   | +22.035   | 24º     | 2     |
| 15º  | 50 | Ondřej Vostatek      | MS Racing Yamaha           | Yamaha YZF R6            | 17   | +24.873   | 26º     | 1     |
| 16º  | 32 | Oliver Bayliss       | Barni Spark Racing         | Ducati Panigale V2       | 17   | +27.177   | 20º     |       |
| 17º  | 22 | Federico Fuligni     | D34G Racing                | Ducati Panigale V2       | 17   | +27.989   | 27º     |       |
| 18º  | 52 | Patrick Hobelsberger | Kallio Racing              | Yamaha YZF R6            | 17   | +29.078   | 17º     |       |
| 19º  | 21 | Benjamin Currie      | Motozoo Racing by Puccetti | Kawasaki ZX-6R           | 17   | +29.203   | 25º     |       |
| 20º  | 83 | Meikon Kawakami      | MS Racing Yamaha           | Yamaha YZF R6            | 17   | +31.117   | 22º     |       |
| 21º  | 47 | Johan Gimbert        | VFT Racing                 | Yamaha YZF R6            | 17   | +33.509   | 23º     |       |
| 22º  | 19 | Joan Díaz Corbella   | I+Dent Racing              | Yamaha YZF R6            | 17   | +53.443   | 29º     |       |

### Ritirati
| Nº | Pilota             | Squadra                    | Motocicletta             | Giri | Griglia |
| -- | ------------------ | -------------------------- | ------------------------ | ---- | ------- |
| 56 | Péter Sebestyén    | Evan Bros. Yamaha          | Yamaha YZF R6            | 16   | 16º     |
| 66 | Niki Tuuli         | MV Agusta Reparto Corse    | MV Agusta F3 800 RR      | 13   | 5º      |
| 62 | Stefano Manzi      | Dynavolt Triumph           | Triumph Street Triple RS | 13   | 4º      |
| 6  | Jeffrey Buis       | Motozoo Racing by Puccetti | Kawasaki ZX-6R           | 10   | 28º     |
| 28 | Glenn van Straalen | EAB Racing                 | Yamaha YZF R6            | 7    | 6º      |
| 69 | Tom Booth-Amos     | Prodina Racing             | Kawasaki ZX-6R           | 7    | 18º     |
| 71 | Tom Edwards        | Yart - Yamaha              | Yamaha YZF R6            | 6    | 19º     |
| 55 | Yari Montella      | Kawasaki Puccetti Racing   | Kawasaki ZX-6R           | 4    | 10º     |

## Supersport 300 gara 1

### Arrivati al traguardo
| Pos. | Nº | Pilota             | Squadra                                | Motocicletta       | Giri | Tempo     | Griglia | Punti |
| ---- | -- | ------------------ | -------------------------------------- | ------------------ | ---- | --------- | ------- | ----- |
| 1º   | 60 | Dirk Geiger        | Fusport-RT Motorsports by SKM-Kawasaki | Kawasaki Ninja 400 | 8    | 15'38.160 | 1º      | 25    |
| 2º   | 64 | Hugo De Cancellis  | Prodina Racing                         | Kawasaki Ninja 400 | 8    | +2.649    | 17º     | 20    |
| 3º   | 12 | Humberto Maier     | AD78 Team Brasil by MS Racing          | Yamaha YZF-R3      | 8    | +2.669    | 11º     | 16    |
| 4º   | 58 | Iñigo Iglesias     | SMW Racing                             | Kawasaki Ninja 400 | 8    | +2.670    | 8º      | 13    |
| 5º   | 26 | Mirko Gennai       | BrCorse                                | Yamaha YZF-R3      | 8    | +2.673    | 4º      | 11    |
| 6º   | 91 | Matteo Vannucci    | AG Motorsport Italia Yamaha            | Yamaha YZF-R3      | 8    | +2.717    | 5º      | 10    |
| 7º   | 27 | Álvaro Díaz        | Arco Motor University                  | Yamaha YZF-R3      | 8    | +2.800    | 3º      | 9     |
| 8º   | 39 | Enzo Valentim      | AD78 Team Brasil by MS Racing          | Yamaha YZF-R3      | 8    | +3.227    | 27º     | 8     |
| 9º   | 46 | Samuel Di Sora     | Leader Team Flembbo                    | Kawasaki Ninja 400 | 8    | +3.310    | 10º     | 6     |
| 10º  | 41 | Marc García        | Yamaha MS Racing                       | Yamaha YZF-R3      | 8    | +3.371    | 9º      | 7     |
| 11º  | 35 | Yeray Saiz Marquez | Accolade Smrz Racing                   | Kawasaki Ninja 400 | 8    | +3.430    | 14º     | 5     |
| 12º  | 14 | Alex Millán        | SMW Racing                             | Kawasaki Ninja 400 | 8    | +4.371    | 7º      | 4     |
| 13º  | 88 | Daniel Mogeda      | Team#109 Kawasaki                      | Kawasaki Ninja 400 | 8    | +4.419    | 22º     | 3     |
| 14º  | 89 | Wahyu Nugroho      | BrCorse                                | Yamaha YZF-R3      | 8    | +4.502    | 18º     | 2     |
| 15º  | 28 | Lennox Lehmann     | Freudenberg KTM - Paligo Racing        | KTM RC 390 R       | 8    | +4.933    | 15º     | 1     |
| 16º  | 47 | Fenton Seabright   | Vinales Racing                         | Yamaha YZF-R3      | 8    | +5.019    | 16º     |       |
| 17º  | 93 | Marco Gaggi        | Vinales Racing                         | Yamaha YZF-R3      | 8    | +5.036    | 20º     |       |
| 18º  | 13 | Devis Bergamini    | ProGP Racing                           | Yamaha YZF-R3      | 8    | +9.449    | 12º     |       |
| 19º  | 16 | Dinis Borges       | Rame Moto Racing                       | Kawasaki Ninja 400 | 8    | +10.007   | 26º     |       |
| 20º  | 23 | Sylvain Markarian  | Leader Team Flembbo                    | Kawasaki Ninja 400 | 8    | +10.053   | 19º     |       |
| 21º  | 2  | Iker García Abella | Yamaha MS Racing                       | Yamaha YZF-R3      | 8    | +10.191   | 23º     |       |
| 22º  | 79 | Tomás Alonso       | Quaresma Racing                        | Kawasaki Ninja 400 | 8    | +10.218   | 25º     |       |
| 23º  | 81 | Ioannis Peristeras | ProGP Racing                           | Yamaha YZF-R3      | 8    | +10.530   | 28º     |       |
| 24º  | 59 | Alessandro Zanca   | Kawasaki GP Project                    | Kawasaki Ninja 400 | 8    | +10.618   | 24º     |       |

### Ritirati
| Nº | Pilota              | Squadra                                | Motocicletta       | Giri | Griglia |
| -- | ------------------- | -------------------------------------- | ------------------ | ---- | ------- |
| 77 | Ruben Bijman        | MTM Kawasaki                           | Kawasaki Ninja 400 | 5    | 6º      |
| 85 | Kevin Sabatucci     | Kawasaki GP Project                    | Kawasaki Ninja 400 | 5    | 2º      |
| 69 | Troy Alberto        | Fusport-RT Motorsports by SKM-Kawasaki | Kawasaki Ninja 400 | 4    | 21º     |
| 8  | Bruno Ieraci        | Prodina Racing                         | Kawasaki Ninja 400 | 4    | 13º     |
| 72 | Victor Steeman      | MTM Kawasaki                           | Kawasaki Ninja 400 | 0    |         |
| 73 | José Pérez González | Accolade Smrz Racing                   | Kawasaki Ninja 400 | 0    |         |

## Supersport 300 gara 2

### Arrivati al traguardo
| Pos. | Nº | Pilota             | Squadra                                | Motocicletta       | Giri | Tempo     | Griglia | Punti |
| ---- | -- | ------------------ | -------------------------------------- | ------------------ | ---- | --------- | ------- | ----- |
| 1º   | 26 | Mirko Gennai       | BrCorse                                | Yamaha YZF-R3      | 13   | 25'28.352 | 3º      | 25    |
| 2º   | 27 | Álvaro Díaz        | Arco Motor University                  | Yamaha YZF-R3      | 13   | +0.831    | 2º      | 20    |
| 3º   | 91 | Matteo Vannucci    | AG Motorsport Italia Yamaha            | Yamaha YZF-R3      | 13   | +1.918    | 5º      | 16    |
| 4º   | 14 | Alex Millán        | SMW Racing                             | Kawasaki Ninja 400 | 13   | +1.981    | 6º      | 13    |
| 5º   | 64 | Hugo De Cancellis  | Prodina Racing                         | Kawasaki Ninja 400 | 13   | +2.006    | 11º     | 11    |
| 6º   | 39 | Enzo Valentim      | AD78 Team Brasil by MS Racing          | Yamaha YZF-R3      | 13   | +2.262    | 20º     | 10    |
| 7º   | 28 | Lennox Lehmann     | Freudenberg KTM - Paligo Racing        | KTM RC 390 R       | 13   | +2.300    | 22º     | 9     |
| 8º   | 93 | Marco Gaggi        | Vinales Racing                         | Yamaha YZF-R3      | 13   | +2.372    | 19º     | 8     |
| 9º   | 46 | Samuel Di Sora     | Leader Team Flembbo                    | Kawasaki Ninja 400 | 13   | +2.544    | 8º      | 6     |
| 10º  | 8  | Bruno Ieraci       | Prodina Racing                         | Kawasaki Ninja 400 | 13   | +2.637    | 7º      | 7     |
| 11º  | 88 | Daniel Mogeda      | Team#109 Kawasaki                      | Kawasaki Ninja 400 | 13   | +2.703    | 17º     | 5     |
| 12º  | 35 | Yeray Saiz Marquez | Accolade Smrz Racing                   | Kawasaki Ninja 400 | 13   | +4.036    | 10º     | 4     |
| 13º  | 85 | Kevin Sabatucci    | Kawasaki GP Project                    | Kawasaki Ninja 400 | 13   | +4.663    | 4º      | 3     |
| 14º  | 23 | Sylvain Markarian  | Leader Team Flembbo                    | Kawasaki Ninja 400 | 13   | +5.316    | 16º     | 2     |
| 15º  | 41 | Marc García        | Yamaha MS Racing                       | Yamaha YZF-R3      | 13   | +5.469    | 14º     | 1     |
| 16º  | 81 | Ioannis Peristeras | ProGP Racing                           | Yamaha YZF-R3      | 13   | +5.541    | 24º     |       |
| 17º  | 16 | Dinis Borges       | Rame Moto Racing                       | Kawasaki Ninja 400 | 13   | +5.565    | 25º     |       |
| 18º  | 60 | Dirk Geiger        | Fusport-RT Motorsports by SKM-Kawasaki | Kawasaki Ninja 400 | 13   | +10.312   | 1º      |       |
| 19º  | 47 | Fenton Seabright   | Vinales Racing                         | Yamaha YZF-R3      | 13   | +13.633   | 13º     |       |
| 20º  | 59 | Alessandro Zanca   | Kawasaki GP Project                    | Kawasaki Ninja 400 | 13   | +16.791   | 21º     |       |
| 21º  | 2  | Iker García Abella | Yamaha MS Racing                       | Yamaha YZF-R3      | 13   | +17.362   | 26º     |       |

### Ritirati
| Nº | Pilota          | Squadra                                | Motocicletta       | Giri | Griglia |
| -- | --------------- | -------------------------------------- | ------------------ | ---- | ------- |
| 13 | Devis Bergamini | ProGP Racing                           | Yamaha YZF-R3      | 12   | 12º     |
| 79 | Tomás Alonso    | Quaresma Racing                        | Kawasaki Ninja 400 | 12   | 18º     |
| 69 | Troy Alberto    | Fusport-RT Motorsports by SKM-Kawasaki | Kawasaki Ninja 400 | 12   | 23º     |
| 58 | Iñigo Iglesias  | SMW Racing                             | Kawasaki Ninja 400 | 7    | 9º      |
| 12 | Humberto Maier  | AD78 Team Brasil by MS Racing          | Yamaha YZF-R3      | 5    | 15º     |